# أليكس دي منوار
أليكس دي منوار (بالإنجليزية: Alex de Minaur) (مواليد 17 فبراير 1999 في سيدني)، هو لاعب كرة مضرب أسترالي بدأ مسيرته كمحترف سنة 2015 يلعب باليد اليمنى. أعلى تصنيف له في الفردي كان المركز الـ 6 في سنة 2025. أعلى تصنيف له في الزوجي كان المركز الـ 406 في سنة 2018.

## روابط خارجية
- أليكس دي منوار على موقع رابطة محترفي التنس (الإنجليزية)
- أليكس دي منوار على موقع الاتحاد الدولي لكرة المضرب (الإنجليزية)
- أليكس دي منوار على موقع كأس ديفيز (الإنجليزية)
- أليكس دي منوار على موقع اتحاد التنس الأسترالي (الإنجليزية)
- أليكس دي منوار على موقع خلاصة التنس.كوم (الإنجليزية)